# Суспільство ризику
Суспільство ризику — в широкому розумінні являє собою інтегральну концепцію, яка об'єднує погляди на розвиток сучасного соціуму в умовах його підвищеної ризикогенності, наявності глобальних загроз і небезпек. У вузькому — під цим поняттям мається на увазі нова форма суспільства індустріального модерну, характерною рисою якого є ризик.
Поняття «суспільство ризику» ввів у сучасну соціологію в своїй праці "Суспільство ризику. На шляху до іншого модерну "(1986) німецький соціолог Ульріх Бек, який розробив згодом теорію «світового суспільства ризику». Власні теорії ризиків нелінійних соціумів запропонували також Ентоні Гідденс і Ніклас Луман.

## Визначення
За словами британського соціолога Ентоні Ґідденса, суспільство ризику — це «суспільство, яке все більше заклопотане майбутнім (а також безпекою), що породжує поняття ризику», тоді як німецький соціолог Ульріх Бек визначає його як «систематичний спосіб боротьби з небезпеками та незахищеністю, викликаними та внесеними самою модернізацією».[4]
Бек визначив модернізацію як:
сплески технологічної раціоналізації та зміни в роботі та організації, але крім цього включає набагато більше: зміну суспільних характеристик і нормальних біографій, зміни в стилі життя та формах кохання, зміни в структурах влади та впливу у формах політичних репресій і участь у поглядах на дійсність і в нормах знання. У суспільно-науковому розумінні сучасності плуг, паровий локомотив і мікрочип є видимими індикаторами набагато глибшого процесу, який охоплює та переформовує всю соціальну структуру.

## «Суспільство ризику» Ульріха Бека
Відповідно до теорії німецького соціолога Ульріха Бека сучасний соціум переходить від стану індустріальної модернізації до стану суспільства ризику, яке, в свою чергу, не є постіндустріальним. Воно являє новий щабель суспільства модерну, в якому виробництво ризиків превалює над виробництвом багатства, характерного для індустріального суспільства.
 «Суспільство ризику має на увазі, що минуле втрачає свою детермінуючу силу для сучасності. На його місце — як причина нинішнього життя і діяльності — приходить майбутнє, тобто щось неіснуюче, конструйоване, вигадане. Коли ми говоримо про ризики, ми сперечаємося про щось, чого немає, але що могло б статися, якщо зараз негайно не перекласти кермо в протилежному напрямку». — Бек У. Що таке глобалізація?
Основною відмінністю сучасних ризиків від ризиків індустріального суспільства є відсутність їх обумовленості минулим і тісний зв'язок з сьогоденням і майбутнім. За Беком, більш схильні до ризиків нижчі верстви населення, проте наслідки ризику можуть торкнутися і тих, хто залишався у виграші від них, — таку закономірність соціолог називає «ефектом бумеранга».
Для доказу того, що ризики суспільства нового щабля модерну набувають глобальний позачасовий характер, У. Бек формулює п'ять аргументів:
1. Ризики з'являються на вершині розвитку продуктивних сил, можуть викликатися речовинами, недоступними для сприйняття органами почуттів. Ризики вивільняють «системно зумовлені, часто незворотні руйнівні сили, залишаються, як правило, невидимими», відповідно знаходять своє вираження у знанні чи незнанні про них.
2. Ризики мають двояку природу: з одного боку, вони підсилюють класову нерівність, з іншого, «підривають класову систему побудови суспільства» через «ефект бумеранга», який поширює ризики не тільки на нижчі, але і на вищі верстви суспільства. Також ризики виробляють нерівність на інтернаціональному рівні.
3. Розширення впливу ризиків не позначається на капіталізмі, так як ризики — великий бізнес, який грає на потребах захисту від них.
4. «… у класових суспільствах буття визначає свідомість, в той час як в суспільстві ризику свідомість визначає буття». Саме розвиток соціуму передбачає наявність ризиків.
5. Через поширення і множення ризиків політика не може більше залишатися в стороні від виробничого процесу, так як виникаючі катастрофи викликають побічні ефекти соціального, політичного та економічного характеру.

Окремо Бек виділяє два типи подолання ризиків, характерних для сучасного суспільства: симптоматичне і символічне. Однак, на думку соціолога, обидва типи носять характер «косметичної обробки» — тобто не викорінюють причин виникнення. При цьому ризик — «невід'ємна приналежність прогресу, як хвиля, що піднімається носом корабля далекого плавання», створена самим соціумом. Протидія ризикам здійснюється за допомогою особливої рефлексивності в їх відношенні, що має на увазі поєднання наукових методів і спостережень соціальної практики для з'ясування справжніх причин ризику і їх наслідків.

## Розвиток і критика концепції суспільства ризику
Ускладнення ризиків і їх тенденція до глобалізації підштовхнули Бека до формулювання нової концепції «світового суспільства ризику». На його думку, система міжнародних відносин зазнає істотних змін у зв'язку з поширенням нових викликів і загроз (наприклад, загрози глобального тероризму), отже, на зміну принципу «методологічного націоналізму», який передбачає розгляд національних держав як головних акторів міжнародної політики, приходить принцип космополітизму. За Беком, "категорія світового суспільства ризику контрастує з тією, яка позначає суспільство ризику <…> глобальний ризик є інсценування реальності глобального ризику … тільки через уяву і інсценування світового ризику майбутня катастрофа стає справжньою — найчастіше з метою уникнення її приймаються важливі рішення в теперішній час. В такому випадку діагноз ризику перетворювався б на «ефект Едипа» «.
Удосконалена концепція визначає різницю між ризиками старого і нового типу: останні „делокалізовані“, „незчисленні“, „не піддаються компенсаціям“. Подібний космополітичний поворот може привести до „пастки ризику“ — ситуації, в якій навіть експерти по ризику не зможуть передбачити його наслідки і запропонувати методи управління ризиком, що загрожує підвищенням ризикогенності у суспільстві.
Соціолог Брайан Тернер у своїй праці „Орієнталізація, постмодернізм і глобалізм“ критикує концепцію суспільства ризику У. Бека. На думку Тернера, ризик стає функцією залежності суспільства від соціальних інститутів, іншими словами, виникає від соціальної ненадійності інституалізованих моделей поведінки. Крім того, ризик, за Тернером, виникає через виробництва багатства. Тернер критикує Бека за те, що той не взяв до уваги більш ранні дослідження ризику і невизначеності і спробував представити свою концепцію як принципово новий соціологічний підхід. Більш того, Тернер вважає, що аналіз невизначеності та гнучкості ринку праці, що приводиться Беком в якості аргументу, може бути сприйнятий як вдосконалена версія аналізу постіндустріального суспільства, проведеного  Деніелом Беллом. На відміну від Бека, Тернер не вважає, що ризик настільки сильно змінився за останні три століття. Так, епідемії чуми в епоху Середньовіччя носили глобальний характер, що загрожувало вимиранням. Не згоден Тернер і з думкою Бека, що життя в своїй основі стала більш ризикованим. Він вважає, що ризики варто просто досліджувати на різних рівнях, додаючи, що за фактом Бек описує макро-ризики.
Н. Луман розглядає ризик з точки зору сприйняття суспільства як  аутопоетичну самоорганізовану систему, якій в цілому притаманне створення ситуацій невизначеності. У своїй праці „Поняття ризику“ він вказує, що люди традиційного суспільства стикалися з ризиком в форматі „невпевненості щодо майбутнього“, не виділяючи ризик в окремий концепт. У сучасному ж суспільстві ризик являє собою явище, що змінюється відповідно до соціальних реалій і своєрідним чином співвідноситься з поняттям небезпеки. За Луманом, ризик безпосередньо пов'язаний з прийняттям рішення з приводу майбутнього, в той час як небезпека — характеристика ефектів навколишнього світу.
Або можливий збиток розглядається як наслідок рішення, тобто походить від рішення. Тоді ми говоримо про ризик, саме про ризик рішення. Або ж вважається, що причини такого збитку знаходяться зовні, тобто походить з навколишньому світу. Тоді ми говоримо про небезпеку'. — Луман Н. Поняття ризику
Одним з ключових понять для розуміння сутності ризику Н. Луман вважає „поріг катастрофи“, стикаючись з яким індивіди, досить різні за соціальними характеристиками, перестають бути схильними до ризику. Іншими словами, про ризик можна говорити лише тоді, коли поріг катастрофи не досягається. Ризики, за Луманом, розвиваються в стані контингенції, тобто, можливісті іншого, пов'язаного з не-необхідною і множинної залежністю. Контингенція обумовлює невизначеність настання як позитивного, так і негативного майбутнього результату, залежить від прийнятого в цьому рішення. Луман відзначає, що на сприйняття ризику істотно впливає просторова й тимчасова позиція індивіда, його статусно-рольової функціонал. Соціолог вважає, що не існує „вільної від ризику поведінки“, так само як і ситуації „абсолютної надійності“. Не можна вберегтися від ризику також в разі прийняття рішення або відмови рішення, адже друге в сучасному світі — теж є рішенням. Ризик перетворюється в іманентну характеристику аутопоетичного суспільства.
На думку Ентоні Гідденса, якісно новими для сучасного суспільства є ризики антропогенного характеру, які сам соціолог називає рукотворними і співвідносить із зовнішніми, що не залежать від людини ризиками. Для обгрунтування переходу від впливу зовнішніх ризиків до переважання рукотворних Гідденс вводить поняття „кінця природи“ — ситуації, в якій практично не залишилося аспектів матеріальної середовища, які не відчули б на собі втручання людини. У зв'язку з цим посилюється амбівалентність ризику, який може одночасно розглядатися і як негативне явище, що несе загрозу людському існуванню, і як позитивне — виконує функцію каталізатора суспільних перетворень.
 Два аспекти ризику — його негативна і позитивна сторони — проявилися вже в новий час, на зорі існування індустріального суспільства. Ризик — це динамічна мобілізуюча сила в суспільстві, що прагне до змін, що бажають самостійно визначати своє майбутнє, а не залишати його у владі релігій, традицій або капризів природи. — Гидденс Э.  Ускользающий мир: как глобализация меняет нашу жизнь.
У концепції Гідденса ризики є глобальним, характерним для всього людства явищем, обумовленим більшим ступенем невизначеності та непередбачуваності результату, ніж ризики суспільства індустріального модерну. Він зазначає, що поняття ризику, неактуальне для традиційного суспільства, було спочатку просторово-часовою категорією, поки не перетворилося в описову характеристику „цілого ряду ситуацій, пов'язаних з невизначеністю“. Якщо в традиційному суспільстві людина покладалася на традиції, звичаї, релігію і надприродні сили, то людина „пізньої сучасності“ постійно повинна робити вибір на основі експертного, особистого або колективного ризик-досвіду.
Жити в епоху» пізньої сучасності" — значить жити у світі випадковості і ризику — незмінних супутників системи, яка прагне до встановлення панування над природою і рефлексивного творення історії. — Giddens. Modernity and Self-Identity: Self and Society in the Late Modern Age.
Позбавлена традиційних способів позбавлення від ризику, людина виявляється перед лицем «незвіданого майбутнього», ризик-осмислення і встановлення контролю над яким Гідденс називає «колонізацією майбутнього». Вплив незвіданого майбутнього на прийняття рішень знаходить своє відображення в парадоксі, названому Гідденс в свою честь. Його сутність полягає в тому, що «люди знаходять для себе важким з таким же рівнем реальності поставитися до майбутнього, з яким вони ставляться до сьогодення»..
Суспільство ризику — risk society — сучасне суспільство, найважливішими характеристиками якого є: соціальні, економічні, політичні та культурні умови виробництва інституційної невизначеності, збільшення фрагментарності, хаосу; втрата чіткого розмежування між природою і культурою; стирання раніше зведених кордонів між класами, націями, людьми; кількісне і якісне зростання ризиків. 
Український науковець  М.  С.  Клапків,  визначив  сучасне (у 2002  році)  індустріальне  суспільство  як суспільство управління ризиком [с.10].